# マリオ・サンターナ
マリオ・アルベルト・サンターナ（Mario Alberto Santana, 1981年12月23日 - ）は、アルゼンチン・チュブ州コモドーロ・リバダビア出身の元サッカー選手。現役時代のポジションはミッドフィールダー。元アルゼンチン代表。

## 経歴

### クラブ

#### アルゼンチン時代
1999-2000シーズンにCAサン・ロレンソ・デ・アルマグロにてプロとしてのキャリアをスタートさせる。その後、3シーズンをアルゼンチンの1部リーグであるプリメーラ・ディビシオンで経験を積み、同リーグでは計2得点する。2001年にリーグ戦優勝を果たすと、その活躍に目をつけたイタリア・セリエAのSSCヴェネツィアの会長を務めていたマウリツィオ・ザンパリーニに気に入られ20歳でイタリアに渡ることになる。

#### イタリア時代 - ザンパリーニの下で

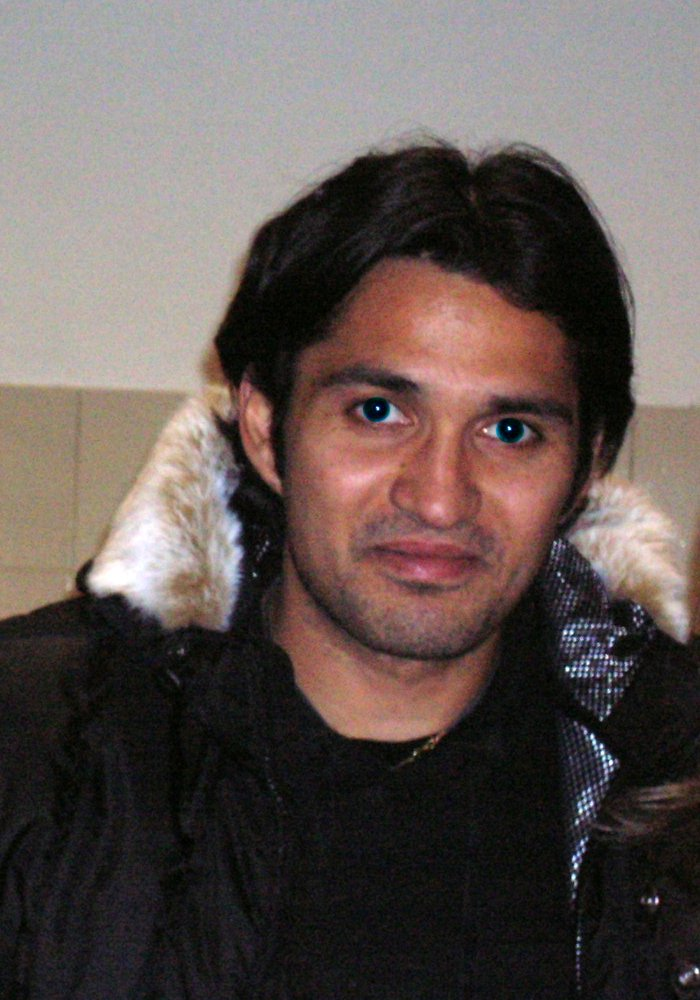
2006年頃のサンターナ

2002年1月31日にSSCヴェネツィア移籍。同年3月24日に対アタランタBC戦にてセリエAにデビューする。その後3試合に出場を果たすも、同シーズンにセリエAに昇格したばかりのクラブは最下位に沈んでおり、そのままシーズンを終了しセリエBに降格することになる。この時期に、会長を務めていたザンパリーニがUSチッタ・ディ・パレルモの株式をASローマのフランコ・センシ会長から買い取り、パレルモのオーナーとなる。ザンパリーニは若手のサンターナをパレルモに連れて行くことを決め、サンターナ自身もセリエBに活躍の舞台を移した。パレルモに移籍すると出場機会が増え、2002-03シーズンは33試合に出場、3得点する。
2003年7月1日にサンターナは1年間のローンでACキエーヴォ・ヴェローナに移籍した。当時のキエーヴォはプロンヴィンチャのクラブとして快進撃を続けており、サンターナはステップアップを果たした。ルイジ・デルネーリ監督の下で戦術的にも成長し、2003-04シーズンはリーグ戦28試合に出場、セリエA初得点も含め計3得点した。これらの活躍から、シーズン終了後の夏にはキリンチャレンジカップ2004のメンバーとしてアルゼンチン代表に招集された。
シーズン終了後に1年のローンの期間を終え、サンターナ不在の中セリエA昇格を果たしたパレルモに再び呼び戻された。キエーヴォ在籍時にセリエAで通用することを証明したサンターナは、レギュラーとして昇格後のチームに貢献した。2シーズンでリーグ戦に58試合に出場し、3得点する。2006年3月16日に行われたUEFAカップの対シャルケ04戦において、3番目の腰椎を骨折する怪我を負い2ヶ月間の離脱を余儀なくされた。リーグ戦の最終戦に復帰することができたが、この怪我により2006 FIFAワールドカップの代表メンバーには落選することになった。

#### フィオレンティーナ時代
2006年5月27日に長年の付き合いであったザンパリーニの下を離れ、500万ユーロの移籍金でACFフィオレンティーナに完全移籍した。フィオレンティーナの監督であるチェーザレ・プランデッリが新シーズンを4-2-3-1システムから4-3-3システムにするべく、同クラブのスポーツディレクターのパンタレオ・コルヴィーノに適役を求めたためであった。同年8月、移籍後すぐにコッパ・イタリアにおける対ギアッレFC戦で得点をあげるも、同試合で大腿筋を痛め2ヶ月の離脱を強いられ、リーグ戦開幕前にして再び怪我に悩まされることになった。10月22日の対レッジーナ・カルチョ戦で怪我から復帰し、フィオレンティーナにおいてのリーグ戦デビューを果たす。10月25日には対トリノFC戦で得点をあげ、0-1の勝利に貢献した。しかし、その後は怪我の再発で離脱と復帰を繰り返し、移籍初年度は8試合出場にとどまった。2007-08シーズンは、怪我から回復しチームの上位進出に貢献した。2007年9月3日に行われた対ACミラン戦では、技巧的な足技で世界最高のディフェンダーの1人であるアレッサンドロ・ネスタを翻弄しアシストを決めたことで、多くのメディアに取り上げられた。自身の26回目の誕生日でもあった12月23日に行われたリーグ戦の対カリアリ・カルチョでは自身初となるドッピエッタを決めるなど、チームのリーグ4位に貢献した。このシーズンは26試合に出場し、6得点を記録した。2008-09シーズンの途中からクラブが4-3-1-2のウィングを使わないシステムを採用すると、サンターナはトレクァルティスタとしてもプレーできる事を証明し、高い適応性を示した。2009年1月28日に対SSCナポリ戦でシーズン初の得点を記録した。しかし同年2月2日の対ボローニャFC戦において前十字靭帯を損傷、手術を余儀なくされ全日程が終わる前にサンターナの同シーズンが終了した。2010-11シーズンでは開幕からチームに故障者が続出。度重なるフォーメーション変更の中でマルコ・ドナデルらとともに中盤の下がり目でプレイする機会も増えるようになった。シーズン終了後に契約が切れ、その後フィオレンティーナと契約延長しない意思を示していた。

#### ナポリ時代
2011年7月12日に本人の希望であったSSCナポリに移籍することが発表された。しかし、ナポリではクリスティアン・マッジョやアンドレア・ドッセーナの前に出場機会に恵まれず、2012年1月31日にACチェゼーナへレンタル移籍。

#### ジェノア時代
2013年7月30日、ジェノアCFCに移籍することが発表された。翌年1月29日からシーズン終了まで、プリメイラ・リーガのSCオリャネンセに期限付き移籍した。2015年2月2日、セリエBのフロジノーネ・カルチョに期限付き移籍することが決定した。クラブ史上初のセリエA昇格を見届けジェノアに戻るが、2015年8月30日をもってルカ・アントニーニと共にクラブとの契約を終了した。

#### プロ・パトリア時代
2016年1月16日、レガ・プロのアウローラ・プロ・パトリア1919に加入した。

#### パレルモ復帰
2019年8月、USチッタ・ディ・パレルモに復帰した。
2021年6月18日、現役引退を表明した。

### 代表
アルゼンチン代表としては、キリンチャレンジカップ2004に出場するために来日し、当大会の対日本戦において代表キャップ中の唯一の得点を挙げている。2005年にはホセ・ペケルマン下でFIFAコンフェデレーションズカップ2005の代表チームに招集され、グループステージ3試合、準決勝1試合に出場する。同チームの唯一の敗戦となった決勝戦以外には出場し、チームの準優勝に貢献した。パレルモ在籍時に負った怪我により、2006 FIFAワールドカップの代表メンバーには落選することになった。その後は若手の台頭もあり代表からは遠ざかっている。

## 人物
- 2002年冬に当時SSCヴェネツィアの会長を務めていたマウリツィオ・ザンパリーニ[14] に気に入られ20歳でイタリアに渡り、以後セリエAの舞台でキャリアを重ねている。技巧的なドリブル、クロス精度に優れたテクニカルなプレーヤーであり、トリッキーなドリブルで相手守備陣を翻弄し、ピンポイントクロスを前線に送る[15]。度重なる怪我や若手の台頭により2006年以降はアルゼンチン代表から遠ざかる。2008年にイタリア国籍を取得。

## エピソード
- サッカー選手としては小柄であり、全体的な浅黒さからイタリアではカリメロとも呼ばれる[15]。
- 腕に「アナタオ」という日本語のタトゥーがある。

## タイトル
サン・ロレンソ
- プリメーラ・ディビシオン : 2000-01C
- コパ・メルコスール : 2001